# Aethecerus erythrocerus
Aethecerus erythrocerus là một loài tò vò trong họ Ichneumonidae.